# 24139 Браянмкерті
24139 Браянмкерті (24139 Brianmcarthy) — астероїд головного поясу, відкритий 4 листопада 1999 року.
Тіссеранів параметр щодо Юпітера — 3,595.